# Perseo e Andromeda (Sciarrino)
Perseo e Andromeda ist eine italienischsprachige Oper in einem Akt für vier Stimmen und Echtzeit-Elektronik („synthetische Klänge“) von Salvatore Sciarrino mit einem Libretto nach den Moralités légendaires von Jules Laforgue, welche am 27. Januar 1991 am Staatstheater Stuttgart uraufgeführt wurde. Inhaltlich behandelt die Oper die Andromeda-Sage aus dem Perseus-Mythos.

## Handlung

### Vorgeschichte
Andromedas Mutter Kassiopeia prahlte damit, dass sie schöner sei als die Nereiden, die Begleiterinnen des Meeresgotts Poseidon. Zur Strafe dafür sandte Poseidon ein Seeungeheuer, das die Küstengegend verwüstete. Ein Orakel riet dazu, dem Ungeheuer ein Opfer darzubieten, um es zu besänftigen. Die Wahl fiel auf Andromeda, die zu diesem Zweck nackt auf einen Felsen im Meer ausgesetzt wurde. Das Ungeheuer verliebte sich jedoch in das Mädchen und weigerte sich, ihm etwas anzutun.

### „Definition der Insel“
“In riva al mare i fanciulli giocano. Uno si finge drago. A tratti pure la scena si trasforma: scogliere a strapiombo, archi e forami di roccia. Vi s’intravedono spire mostruose e ippogrifi, giunge un altro fanciullo. La lotta si svolge all’imbrunire. Quando poi ogni cosa torna nella solitudine fra essere e non essere, chi più distingue una tranquilla spiaggia dalle tracce di una fantasmagorica isola?
 Trastulli dei quattro venti, il pomeriggio, dentro un polverio iridescente.”

„Kinder spielen am Meer. Eines gibt vor, ein Drachen zu sein. Streckenweise verändert sich auch die Szene: steile Klippen, Gewölbe und Felshöhlen. Monster- und hippogryphenhafte Gebilde werden sichtbar, ein weiteres Kind kommt hinzu. Der Kampf findet bei Einbruch der Dämmerung statt. Wenn dann alles zur Einsamkeit zwischen Sein und Nicht-Sein zurückkehrt, wer kann einen ruhigen Strand von den Spuren einer phantasmagorischen Insel unterscheiden?
 Spiele der vier Winde, am Nachmittag, in irisierendem Staub.“

### Inhalt der Oper
Andromeda schaut gelangweilt auf Meer hinaus. Sie ruft nach dem Monster. Der Drache erscheint und teilt ihr mit, dass er Steine für ihre Steinschleuder vorbereitet habe, weil gleich ein Vogelschwarm vorbeikomme. Andromeda hat aber keine Lust, Vögel zu töten. Sie fragt das Monster, warum es ihr keine Edelsteine mehr bringe. Der Drache kratzt eine Handvoll Sand zusammen, den er Andromeda präsentiert. Das ändert aber nichts an ihrer Langeweile. Sie sehnt sich nach ihren alten Perlen. Nach einer Weile fällt sie dem Monster um den Hals und bittet es, sie auf seinem Rücken fortzutragen. Der Drache meint jedoch, dass hier ihre Bestimmung liege. Er schlägt einen kleinen Ausflug aufs Meer vor. Andromeda hat daran kein Interesse. Der Drache weist sie auf einen vorbeifliegenden Vogelschwarm hin. Andromeda springt auf und läuft auf eine Wasserfläche zu, in der sie ihr Spiegelbild sehen kann. Sie fühlt sich unverstanden. Regenwolken verändern ihr Spiegelbild. Sie läuft die Klippen hinunter und wirft sich in die Brandung.
Nach einem weiteren Regenschauer tritt Stille ein. Auf einem Pegasos aus Schnee erscheint der Held. Andromeda kriecht ängstlich unter den Drachen. Der beruhigt sie: Es handle sich um Perseo, der gekommen sei, ihn zu töten und sie zu rauben. Andromeda glaubt, Perseo werde ihn nicht töten, wenn er sie liebe. Der Drache erklärt jedoch, dass er sie nicht entführen könne, ohne ihn zu töten. Perseo grüßt Andromeda mit einer Verbeugung und fordert sie auf, Pegasos zu besteigen, um mit ihm nach Kythira zu fliegen. Da greift der Drache ein und speit Feuer. Der Hippogryph steigt auf. Perseo holt den Gorgonenkopf der Medusa hervor und präsentiert ihn dem Ungeheuer. Ihr Blick soll es in Stein verwandeln. Zu seinem Erstaunen wirkt der Zauber nicht. Perseo ergreift nun sein Schwert und kann den Drachen schließlich im Kampf besiegen. Der verabschiedet sich sterbend von Andromeda. Dennoch greift Perseo weiter an, bis Andromeda ihm Einhalt gebietet und ihn fragt, ob er sie wirklich liebe. Perseo bestätigt das mit einem Hinweis auf ihre Schönheit, ergreift ein Halsband aus Goldmünzen (ein Andenken an die Hochzeit seiner Mutter Danaë) und versucht, es Andromeda umzulegen. Sie weist ihn zurück und bittet ihn, ihr Zeit zu geben, sich von der Insel und dem Meer zu verabschieden. Dabei bemerkt sie, dass der Held gähnt. Voller Abscheu schickt sie ihn fort. Perseo verschwindet ohne einen weiteren Blick. Andromeda bleibt allein zurück. Sie bedauert das tote Ungeheuer und fragt sich, wo die guten Zeiten geblieben sind.

## Gestaltung
Die in Echtzeit zu realisierende elektronische Klangerzeugung benötigt mindestens zwei Ausführende. Der kontinuierliche Klangdurchgang über den Zuschauern wird durch einen „idealen Lautsprechertunnel“ erreicht. Es gibt vier Lautsprecherpositionen: Horizon (vorne in der Ferne), Front (vorne), Top (oben) und Rear (hinten). Außerdem wird im Zuschauerraum rund um das Publikum ein diffuser Klang aus wirbelnden kreisenden Bewegungen erzeugt.

## Werkgeschichte
Salvatore Sciarrinos Oper Perseo e Andromeda entstand 1990 im Auftrag des Staatstheaters Stuttgart, wo sie am 27. Januar 1991 uraufgeführt wurde. Sie ist der Schriftstellerin Laura Bosio gewidmet. Das Libretto verfasste der Komponist selbst nach den Moralités légendaires von Jules Laforgue.
Die Inszenierung der Stuttgarter Uraufführung stammte von Gerald Thomas, Ausstattung und Kostüme von Daniela Thomas. Für die Klangregie sorgte Sciarrino selbst. Die Solisten waren Lani Poulson (Andromeda), Robert Wörle (der Drache), Tobias Scharfenberger (Perseo I) und Carsten H. Stabell (Perseo II).
Weitere Aufführungen gab es 1991 beim Theaterfestival Orestiadi in Gibellina und 1992 an der Mailänder Scala. In beiden Fällen wurde der Drache von einer Mezzosopranistin gesungen. 2023 gab es eine Neuproduktion beim Musikfestival Sagra Musicale Malatestiana im Teatro degli Atti in Rimini.
Das Manuskript und weitere Dokumente befinden sich bei der Paul-Sacher-Stiftung in Basel. Die Partitur erschien beim Musikverlag Ricordi im Druck.

## Aufnahmen
- März 1992 – Carmen Maria Cârneci (Dirigentin), Alvise Vidolin und Paolo Zavagna (Elektronik), Valter B. Neri (Tonmeister).
 Sharon Cooper (Andromeda), Sonia Turchetta (Il Drago), Carsten Stabell (Perseo I), Per Vollestad (Perseo II).
 Aufnahme aus dem Teatro alla Scala Mailand.
 Casa Ricordi.[5]